# Phyllodromica carniolica
Phyllodromica carniolica es una especie de cucaracha del género Phyllodromica, familia Ectobiidae. Fue descrita científicamente por Ramme en 1913.
Habita en Yugoslavia y Albania.